# Geophis tarascae
Espèce
Statut de conservation UICN

 DD  : Données insuffisantes
Geophis tarascae  est une espèce de serpents de la famille des Dipsadidae.

## Répartition
Cette espèce est endémique du Mexique. Elle se rencontre entre 1 400 et 1 700 m d'altitude dans les États du Michoacán et de Jalisco.

## Étymologie
Cette espèce est nommée en l'honneur des Tarasques.

## Publication originale
- Hartweg, 1959 : A new colubrid snake of the genus Geophis from Michoacán. Occasional Papers of the Museum of Zoology, University of Michigan, no 601, p. 1-5 (texte intégral).